# Плохово (Владимирская область)
Плохово — деревня в Ковровском районе Владимирской области России, входит в состав Ивановского сельского поселения.

## География
Деревня расположена на берегу реки Тара в 17 км на восток от центра поселения села Иваново и в 38 км на юго-восток от райцентра города Ковров.

## История
В конце XIX — начале XX века деревня входила в состав Смолинской волости Судогодского уезда, с 1926 года — в составе Сарыевской волости Вязниковского уезда. 
С 1929 года деревня являлась центром Плоховского сельсовета Ковровского района, с 1940 года — в составе Новосельского сельсовета, с 1959 года — в составе Ивановского сельсовета, с 1972 года — в составе Павловского сельсовета, с 2005 года — в составе Ивановского сельского поселения.

## Население
| 1859 | 1905 | 1926 | 2002 | 2010 | 2021 |
| ---- | ---- | ---- | ---- | ---- | ---- |
| 141  | ↗220 | ↘161 | ↘1   | ↘0   | ↗3   |

## Инфраструктура
Личное подсобное хозяйство с зоной сельскохозяйственного использования, индивидуальная застройка усадебного типа. В 1859 году в деревне числился 21 двор, в 1905 году — 43 двора, в 1926 году — 47 дворов.

## Транспорт
Просёлочные дороги. 